# برونته بارات
برونته بارات (به انگلیسی: Bronte Barratt) (زادهٔ ۸ فوریهٔ ۱۹۸۹) شناگر اهل استرالیا است.